# 堤崎
堤崎（つつみさき）は、埼玉県上尾市の大字。郵便番号は362-0054。
市の統計などでは大谷地区で分類されている。

## 地理
埼玉県の中央地域（県央地域）で、上尾市南部の大宮台地上に位置する。地区の南端を鴨川の支流の浅間川が東に流れ、さいたま市西区との境界となっている。
東側を中新井、南側はさいたま市の大字である西新井・清河寺・高木・中釘、西側から北側にかけて地頭方と隣接する。また、西側は対角線上に平方領領家が位置している。北部はUDトラックスの敷地内で中新井などとの境界が錯綜し、壱丁目や大谷本郷とも僅かに隣接する。
上尾道路より概ね西側の地区は市街化調整区域で、同区域内は全体的に田畑が多く、住宅はまばらにある。東側や北側の市街化区域にはUDトラックスやその関連工場がある。工業専用地域に指定されている南部の浅間川流域では土地区画整理事業により工業用地の造成が行なわれている。
地内に集落跡である「堤崎西谷Ⅰ遺跡」（県遺跡番号：14-364）や前谷遺跡（県遺跡番号：14-428）があり、土器片が発掘されている。

## 歴史
もとは江戸期より存在した武蔵国足立郡平方領に属する堤崎村であった。村高は正保年間の『武蔵田園簿』では112石余（田49石余、畑62石余）、『元禄郷帳』によると114石余、『天保郷帳』によると109石余であった。化政期の戸数は23軒で、村の規模は東西、および南北3町余であった。地名は「堤」にはため池の意味もあり、浅間川沿いの地形に由来する地名と思われる。
1875年（明治8年）の農業産物高は武蔵国郡村誌によると陸稲米2石、大麦99石、小麦19石、大豆4.9石、小豆1.9石、栗30石、稗11石、甘藷11150斤であった。
はじめは幕府領、1624年（寛永元年）より岩槻藩阿部備中守領となる。なお、検地は1630年（寛永7年）に実施。1697年（元禄10年）、村で流行した疫病を鎮めるために地蔵院（曹洞宗、中釘村永昌寺末）の境内に愛宕神社が創祀される。1681年（天和元年）より再び幕府領。なお、検地は1694年（元禄7年）に実施。
- 幕末の時点では足立郡堤崎村であった。明治初年の『旧高旧領取調帳』[注釈 3]の記載によると、代官大竹左馬太郎支配所が管轄する幕府領であった[11][16]。
- 1868年（慶応4年）6月19日 - 旧幕府領が武蔵知県事・山田政則（忍藩士）の管轄となる。
- 1869年（明治2年） 
  - 1月13日 - 武蔵知県事・宮原忠英の管轄区域に大宮県を設置、同県の管轄となる。県庁は東京府馬喰町に置かれる。
  - 9月29日 - 県庁が浦和に置かれ浦和県に改称。
- 1871年（明治4年）11月13日 - 第1次府県統合により埼玉県の管轄となる。
- 1872年（明治5年）
  - 3月 - 大区小区制施行により第19区に属す[17][18]。
  - 月日不明 - 地内の地蔵院（曹洞宗、中釘村永昌寺末）が廃寺となる[13]。十王堂のみ現存する[13][注釈 4]。また、境内社の愛宕神社も残る[14]。
- 1879年（明治12年）3月17日 - 郡区町村編制法により成立した北足立郡に属す。郡役所は浦和宿に設置。
- 1884年（明治17年）7月14日 - 連合戸長役場制により成立した中釘村連合に属す。連合戸長役場は中釘村（現さいたま市西区中釘）に設置[19]。
- 1889年（明治22年）4月1日 - 町村制施行に伴い、堤崎村を含む区域をもって大谷村が成立。堤崎村は大谷村の大字堤崎となる[6]。
- 1934年（昭和9年） - 大谷村民の要望により1933年（昭和8年）より起工された大谷本郷と堤崎を結ぶ幅員約6 mの道路（現在の埼玉県道165号大谷本郷さいたま線）が完成する。この道路は1941年（昭和16年）に県道に編入された[20]。
- 1955年（昭和30年）1月1日 - 町村合併促進法の施行に伴い、大谷村が上尾町・平方町・原市町・大石村・上平村と合併によって新たな上尾町となったことに伴い[21]。上尾町の大字となる。
- 1958年（昭和33年）7月15日 - 上尾町が市制施行され[21]、上尾市の大字となる。
- 1960年（昭和35年）9月1日 - 地内を通る県道（現在の埼玉県道165号大谷本郷さいたま線）が県道65号向山浦和線に改称される[22]。
- 1961年（昭和36年） - 老朽化した愛宕神社の本殿および拝殿が新築される[14]。
- 1970年（昭和45年）3月2日 - 地内に「上尾いずみ幼稚園」が開園（認可）する[23]。
- 1993年（平成5年）7月1日 - 「堤崎の祭りばやし」が市の無形民俗文化財に指定される[24]。
- 2008年（平成20年）3月 - 地区内を通る上尾道路の自動車道路一般部および側道にあたるサービス道路部分が完成する。
- 2009年（平成21年）12月16日 - 「堤崎の大山灯籠行事」が市の無形民俗文化財に指定される[25]。
- 2010年（平成22年）3月27日 - 上尾道路が暫定2車線で開通する。
- 2018年（平成30年）3月30日 - 上尾都市計画事業「上尾道路沿道中新井・堤崎土地区画整理事業」の都市計画決定[26]
- 2021年（令和3年）
  - 3月26日 - 地頭方地区の地区計画決定[27]。北部の一部地域が区域に該当する。
  - 9月22日 - 「上尾道路沿道中新井・堤崎土地区画整理事業」の完成に伴い換地処分が実施される[28]。
  - 11月19日 - 地内に大規模高機能型物流施設「Landport上尾I」が竣工する[29][注釈 5]。

### 小字
- 前谷
- 柳田
- 西谷
- 後谷[注釈 6]

※ 『新編武蔵風土記稿』には「氷をし谷」・「久保谷」・「堂の前」・「谷畑」の記載があるが、現在の場所を特定できない。

## 世帯数と人口
2019年（平成31年）1月1日現在（上尾市発表）の世帯数と人口は以下の通りである。
| 大字 | 世帯数  | 人口  |
| ---- | ------- | ----- |
| 堤崎 | 193世帯 | 457人 |

## 小・中学校の学区
市立小・中学校に通う場合、学区（校区）は以下の通りとなる。
| 大字 | 番地 | 小学校             | 中学校           |
| ---- | ---- | ------------------ | ---------------- |
| 堤崎 | 全域 | 上尾市立大谷小学校 | 上尾市立南中学校 |

## 事業所
2021年（令和3年）現在の経済センサス調査による事業所数と従業員数は以下の通りである。
| 大字 | 事業所数 | 従業員数 |
| ---- | -------- | -------- |
| 堤崎 | 23事業所 | 412人    |

## 交通
地区内に鉄道は敷設されていない。最寄り駅はJR東日本高崎線上尾駅もしくはJR東日本川越線西大宮駅である。駅まで遠く徒歩圏ではない。
Landport上尾など上尾道路沿いの地域であれば、西大宮駅まで2.8 km程度の距離である。

### 道路
地内に都市計画道路「西環状線」が計画されている。
- 国道17号上尾道路
  - 堤崎輝きの橋 - 横断歩道橋
- 埼玉県道165号大谷本郷さいたま線

### バス
地区内に路線バスは運行されておらずコミュニティバスのみ運行されている。過去には上尾駅東口より線路沿いを南下し川越街道旧道を通り「向山」バス停留所（大谷本郷交差点）を経由して現在の県道165号を通り、大宮駅に至る東武バスの路線バスが運行されていた時期もあった。
上尾市コミュニティバス「ぐるっとくん」
- 大谷循環

地区内は「堤崎」、「堤崎北」バス停留所が設置されている。

## 地域

### 町内会
- 堤崎自治会[35]

### 祭事
- 堤崎の祭りばやし - 市指定無形民俗文化財[24]。堤崎の祭りばやしは、川越方面に広く伝わっている。 10月におこなわれる川越氷川神社の祭礼である川越まつりにおいて、堤崎流のまつりばやしを演じる囃子連は全体の3分の1を占めるほどである（39ある川越囃子連のうち、13が堤崎流）[36][37]。  特に、2台の山車を有する幸町囃子連は、上尾堤崎囃子連にとって直属の師弟の関係にあたる[38]。
- 堤崎の大山灯籠行事 - 市指定無形民俗文化財[25]

### 施設
地内に街区公園や指定緊急避難場所は存在しない。
- UDトラックス上尾工場 本社工場 - 敷地の一部に掛かる
- Landport上尾I・II - 大規模高機能型物流施設
- 上尾いずみ幼稚園
- 愛宕神社 - 平方八枝神社の兼務社[14]
  - 車地蔵 - 市指定有形民俗文化財（1962年5月5日登録）
- 正一位稲荷神社